# Cerrado
Cerrado (portugalska izgovorjava: [seˈʁadu]) je obsežna ekoregija tropske savane v vzhodni Braziliji, ki je prisotna v zveznih državah Goiás, Mato Grosso do Sul, Mato Grosso, Tocantins, Maranhão, Piauí, Bahia, Minas Gerais, São Paulo, Paraná in zveznem okrožju Brasilia. Osrednje območje bioma Cerrado je Brazilsko višavje – Planalto. Glavni habitatni tipi Cerrada so gozdna savana, gozdnata savana, parkovna savana in žitno-lesnata savana. Cerrado vključuje tudi savanska mokrišča in galerijske gozdove.
Cerrado, drugi največji brazilski glavni habitatni tip, za amazonskim deževnim gozdom, predstavlja celih 21 odstotkov ozemlja države (obrobno sega v Paragvaj in Bolivijo). Približno 75 % od 2 milijonov km² Cerrada je v zasebni lasti.
Ogromne količine raziskav so pokazale, da je Cerrado ena najbogatejših regij tropske savane in ima visoko stopnjo endemizma. Svetovni sklad za naravo je Cerrado označil za biološko najbogatejšo savano na svetu s približno 10.000 rastlinskimi vrstami in 10 endemičnimi vrstami ptic. V Cerradu je skoraj 200 vrst sesalcev, čeprav jih je le 14 endemičnih. Velik delež zasebnega lastništva pa otežuje zaščito.
Unesco je cerrado leta 1994 razglasil za biosferni rezervat.

## Podnebje
Podnebje v Cerradu je značilno za bolj vlažne savanske regije sveta s pol vlažnim tropskim podnebjem. Cerrado je omejen na dve prevladujoči sezoni skozi vse leto: mokro in suho. Letne temperature so povprečne med 22 in 27 °C in povprečne padavine med 80–200 cm za več kot 90 % območja. Ta ekoregija ima zelo močno suho sezono v južni zimi (približno april–september).

## Rastlinstvo
Za Cerrado so značilni edinstveni tipi vegetacije. Sestavljen je iz spremenljivega mozaika habitatov, s samim savani podobnim cerradom na dobro izsušenih območjih med pasovi galerijskega gozda (visoki gozd s sklenjenimi krošnjami), ki se pojavlja ob potokih. Med cerradom in galerijskim gozdom je območje vegetacije, znano kot mokri campo z izrazitimi mejami navzgor in navzdol, kjer je rast dreves zavrta zaradi velikih sezonskih nihanj v podzemni vodi.
Savanski del Cerrada je glede pokrova krošnje heterogen. Goodland (1971) je razdelil Cerrado v štiri kategorije, ki segajo od najmanjše do največje pokrovnosti krošnje: campo sujo (zelnata plast z občasnimi majhnimi drevesi, visokimi približno 3 m), campo cerrado (nekoliko večja gostota dreves, visokih približno 4 m), cerrado sensu stricto (sadovnjaku podobna vegetacija z drevesi, visokimi približno 6 m) in cerradão (pokritost s krošnjami skoraj 50 % s splošno višino 9 m).
V Cerradu je verjetno okoli 800 vrst dreves. Med najbolj raznolikimi družinami dreves v Cerradu so Leguminosae (153 spp.), Malpighiaceae (46), Myrtaceae (43), Melastomataceae (32) in Rubiaceae (30). Večji del Cerrada prevladujejo Vochysiaceae (23 vrst v Cerradu) zaradi številčnosti treh vrst v rodu Qualea. Zeliščna plast običajno doseže približno 60 cm v višino in je sestavljena predvsem iz Poaceae, Cyperaceae, Leguminosae, Compositae, Myrtaceae in Rubiaceae. Velik del vegetacije v galerijskih gozdovih je podoben bližnjemu deževnemu gozdu; vendar obstajajo nekatere endemične vrste, ki jih najdemo samo v gozdovih galerije Cerrado.
Rodovitnost tal, požarni režim in hidrologija naj bi bili najbolj vplivni pri določanju vegetacije Cerrada. Prst Cerrado je vedno dobro odcedna in večina je oksisolov z nizkim pH ter nizko vsebnostjo kalcija in magnezija. Ugotovljeno je bilo, da je količina kalija, dušika in fosforja v pozitivni korelaciji z bazalno površino drevesnega debla v habitatih Cerrado. Podobno kot na drugih travnikih in savanah je ogenj pomemben pri ohranjanju in oblikovanju pokrajine Cerrada; številne rastline v Cerradu so prilagojene ognju in kažejo lastnosti, kot je debelo plutasto lubje, da prenesejo vročino.
Vegetacija Cerrada naj bi bila starodavna in segala v prototipski obliki morda celo v kredo, preden sta se Afrika in Južna Amerika ločili. Dinamično širjenje in krčenje med cerradom in amazonskim deževnim gozdom je verjetno prišlo skozi zgodovino, s širjenjem Cerrada v ledeniških obdobjih, kot je pleistocen. Ti procesi in posledična razdrobljenost v številnih zatočiščih so verjetno prispevali k velikemu bogastvu vrst tako v Cerradu kot v amazonskem deževnem gozdu.

## Živalstvo
Cerrado ima veliko raznolikost vretenčarjev, zabeleženih je 150 vrst dvoživk, 120 vrst plazilcev, 837 vrst ptic in 161 vrst sesalcev. Na splošno se domneva, da je raznolikost kuščarjev v Cerradu sorazmerno nizka v primerjavi z drugimi območji, kot sta caatinga ali nižinski deževni gozd, čeprav je ena nedavna študija odkrila 57 vrst na enem območju Cerrada z veliko raznolikostjo, ki jo poganja razpoložljivost odprtega habitata. Ameiva ameiva je med največjimi kuščarji v Cerradu in je najpomembnejši plenilec kuščarjev, kjer ga najdemo v Cerradu. V Cerradu je razmeroma velika raznolikost kač (22–61 vrst, odvisno od lokacije), pri čemer so Colubridae najbogatejša družina. Odprta narava vegetacije cerrado najverjetneje prispeva k veliki raznolikosti kač. Podatki o dvoživkah Cerrado so zelo omejeni, čeprav ima Cerrado verjetno edinstveno skupino vrst z nekaterimi endemičnimi v regiji.
Tam se gnezdi večina ptic vrste Cerrado, čeprav je nekaj avstralskih selivk (gnezdijo v zmerni Južni Ameriki in prezimujejo v porečju Amazonke) in nearktičnih selivk (gnezdijo v zmerni Severni Ameriki in prezimujejo v Neotropih), ki gredo mimo. Večino gnezdečih ptic v Cerradu najdemo v bolj zaprtih krošnjah, kot so galerijski gozdovi, čeprav se 27 % ptic gnezdi samo v odprtih habitatih, 21 % pa v odprtih ali zaprtih habitatih. Številne ptice v Cerradu, zlasti tiste, ki jih najdemo v zaprtih gozdovih, so povezane z vrstami iz atlantskega in tudi amazonskega deževnega gozda. Chaco orel (Buteogallus coronatus), hijacintna ara (Anodorhynchus hyacinthinus), orjaški tukan, belovrati ibis (Theristicus caudatus), pritlikavi tinamou (Taoniscus nanus) in brazilska potapljavka (Mergus octosetaceus) so primeri ptic, ki jih najdemo v Cerradu.
Galerijski gozdovi služijo kot primarni habitat za večino sesalcev v Cerradu, saj imajo več vode, so zaščiteni pred požari, ki pometajo pokrajino, in imajo bolj strukturiran habitat. Enajst vrst sesalcev je endemičnih za Cerrado. Pomembne vrste so velike rastlinojede živali, kot sta brazilski tapir in pampaški jelen, ter veliki plenilci, kot so grivasti volk, puma, jaguar, orjaška vidra, ozelot in jaguarundi. Čeprav je raznolikost veliko manjša kot v sosednjem amazonskem in atlantskem gozdu, je prisotnih več vrst opic, kot je črnoprogasta kapucinka (Sapajus libidinosus), črni vriskač (Alouatta caraya) in črna čopičarka (Callithrix penicillata).
Žuželke Cerrada so relativno premalo raziskane. Celoletno raziskovanje Cerrada v enem rezervatu v Braziliji je pokazalo, da so vrste Coleoptera, Hymenoptera, Diptera in Isoptera predstavljale 89,5 % vseh ulovov. Cerrado podpira tudi visoko gostoto (do 4000 na hektar) gnezd mravelj rezalk listov (saúvas), ki so prav tako zelo raznolike. Skupaj s termiti so mravlje rezalke listov glavne rastlinojede živali Cerrada in igrajo pomembno vlogo pri uživanju in razgradnji organskih snovi ter predstavljajo pomemben vir hrane za številne druge živalske vrste. Največja raznolikost žuželk na svetu je tudi v Cerradu, največ vrst (46) pa jih najdemo ob vznožju Serra do Cipó v jugovzhodni Braziliji.
- Redči jelen (Mazama americana)
- Veliki mravljinčar
- Grivasti volk (Chrysocyon brachyurus)
- Seriema

## Zgodovina in človeška populacija
Prvo podrobno evropsko poročilo o brazilskem cerradu je podal danski botanik Eugenius Warming (1892) v knjigi Lagoa Santa, v kateri opisuje glavne značilnosti vegetacije cerrada v zvezni državi Minas Gerais.
Z izkoriščanjem kalitve zelnate plasti, ki sledi sežigu v Cerradu, so se domorodni prebivalci teh območij naučili uporabljati ogenj kot orodje za povečanje količine krme za svoje udomačene živali.
Xavantes, Tapuias, Karajás, Avá-Canoeiros, Krahôs, Xerentes, Xacriabás so bila nekatera od prvih avtohtonih ljudstev, ki so zasedla različne regije v Cerradu. Številne skupine domorodcev so bile nomadi in so Cerrado raziskovale z lovom in nabiralništvom. Drugi so se ukvarjali s kmetijstvom coivara, potujočo vrsto poljedelstva s požigalništvom. Mešanje avtohtonih skupnosti quilombola maroon, ekstraktivistov, geraizeirov (ki živijo v bolj suhih regijah), prebivalcev rečnih obrežij in vazanteirov (ki živijo na poplavnih ravnicah) je oblikovalo raznoliko lokalno prebivalstvo, ki je močno odvisno od virov svojega okolja.
Do sredine 1960-ih so bile kmetijske dejavnosti v Cerradu zelo omejene, saj naravna tla cerrada niso dovolj rodovitna za pridelavo poljščin, usmerjeno predvsem v ekstenzivno proizvodnjo govejega mesa za preživetje lokalnega trga. Po tem obdobju pa je urbani in industrijski razvoj jugovzhodne regije prisilil kmetijstvo v osrednjo-zahodno regijo. Prenos glavnega mesta države v Brasílio je bil še eno središče privabljanja prebivalstva v osrednjo regijo: od leta 1975 do začetka 1980-ih so bili uvedeni številni vladni programi subvencij za spodbujanje kmetijstva, z namenom spodbujanja razvoja Cerrada regija. Posledično se je močno povečala kmetijska in govedoreja.
Po drugi strani pa pritisk mest in hitra vzpostavitev kmetijskih dejavnosti v regiji hitro zmanjšujeta biotsko raznovrstnost ekosistemov in prebivalstvo v regiji Cerrado se je od leta 1970 do 2010 več kot podvojilo, s 35,8 na 76 milijonov.

## Kmetijstvo
Cerrado je veljal za izziv za kmetijstvo, dokler raziskovalci v brazilski agenciji za raziskave kmetijstva in živinoreje Embrapa niso odkrili, da ga je mogoče narediti primernega za industrijske rastline z ustreznimi dodatki fosforja in apna. V poznih 1990-ih so na brazilska polja vsako leto nasuli med 14 in 16 milijoni ton apna. Količina je v letih 2003 in 2004 narasla na 25 milijonov ton, kar je približno pet ton apna na hektar. Ta manipulacija tal je omogočila eksponentno rast industrijskega kmetijstva na tem območju. Raziskovalci so razvili tudi tropske sorte soje, ki je bila do takrat pridelek v zmernem pasu, trenutno pa je Brazilija glavni svetovni izvoznik soje zaradi razcveta proizvodnje živalske krme, ki ga povzroča globalno povečanje povpraševanja po mesu.
Danes regija Cerrado zagotavlja več kot 70 % proizvodnje govejega mesa v državi in je tudi glavno središče proizvodnje žitaric, predvsem soje, fižola, koruze in riža. Velike razširitve Cerrada se uporabljajo tudi za proizvodnjo celulozne kaše za papirno industrijo, z gojenjem več vrst evkaliptusa in borovcev, vendar kot sekundarno dejavnost. Kava, proizvedena v Cerradu, je zdaj velik izvoz.

## Proizvodnja oglja
Proizvodnja oglja za brazilsko jeklarsko industrijo je na drugem mestu za kmetijstvom v Cerradu. Pravzaprav sta precej prepletena. Ko se zemljišča krčijo, da bi pridobili več zemljišč za kmetijstvo, se drevesna debla in korenine pogosto uporabljajo za proizvodnjo oglja, kar pomaga zaslužiti denar za krčenje. Brazilska jeklarska industrija je tradicionalno vedno uporabljala debla in korenine iz Cerrada za oglje, toda zdaj, ko so jeklarne v zvezni državi Minas Gerais med največjimi na svetu, je Cerrado terjal veliko večji davek. Vendar pa v zadnjem času zaradi prizadevanj za ohranjanje in vse manjše vegetacije v Cerradu zdaj prejemajo nekaj oglja iz nasadov evkaliptusa in ta prizadevanja se povečujejo.

## Reke
Biom Cerrado je strateški za vodne vire Brazilije. Biom vsebuje povirja in največji del južnoameriških povodij (porečja Paraná-Paragvay, Araguaia-Tocantins in São Francisco) ter zgornja porečja velikih amazonskih pritokov, kot sta Xingu in Tapajós. V zadnjih štirih desetletjih so porečja rek Cerrado močno prizadeli ekstremno krčenje gozdov, širjenje meja poljedelstva in živinoreje, gradnja jezov in črpanje vode za namakanje.

## Ohranjanje
Cerrado je drugi največji biom v Južni Ameriki in najbolj biotsko raznovrstna savana na svetu. Vendar ga brazilska ustava trenutno ne priznava kot nacionalno dediščino. Je tudi dom vodonosnika Guarani, hrani največje podzemne rezervoarje sladke vode v Južni Ameriki in oskrbuje z vodo tretjino reke Amazonke in največje bazene na celini.
Brazilski poljedelci in ministri menijo, da nima nobene ohranitvene vrednosti, vlada pa je zaščitila le 1,5 % bioma Cerrado v zveznih rezervah. Do leta 1994 je bilo po ocenah 695.000 km² cerrada (kar predstavlja 35 % njegove površine) spremenjenih v 'antropsko pokrajino'. Skupno je bilo 37,3 % Cerrada že popolnoma spremenjenega za človeško uporabo, medtem ko se dodatnih 41,4 % uporablja za pašnike in proizvodnjo oglja. Galerijski gozdovi v regiji so bili med najbolj prizadetimi. Ocenjuje se, da je danes ostalo nedotaknjeno le približno 432.814 km² ali 21,3 % prvotne vegetacije.
V zadnjih 25 letih je bil ta biom vse bolj ogrožen zaradi industrijskega monokulturnega kmetovanja, zlasti soje, neregulirano širjenje industrijskega kmetijstva, požiganje vegetacije za oglje in razvoj jezov za zagotavljanje namakanja so deležni kritik in so bili opredeljeni kot potencialne grožnje več brazilskih rek.
To industrijsko kmetijstvo v Cerradu, s krčenjem zemlje za nasade evkalipta in soje, se je tako povečalo zaradi različnih oblik subvencij, vključno z zelo velikodušnimi davčnimi spodbudami in posojili z nizkimi obrestmi. Posledica tega je vzpostavitev visoko mehaniziranega, kapitalsko intenzivnega sistema kmetijstva. V Braziliji je tudi močan agropodjetniški lobi, predvsem pa na proizvodnjo soje v Cerradu vplivajo velike korporacije, kot so ADM, Cargill in Bunge, zadnji dve sta neposredno povezani z množičnim krčenjem gozdov tega bioma.
Ena težava pri širitvi tega rezervata je, da je treba opraviti raziskavo, da se izbere lokacija teh rezervatov, ker je biom Cerrado floristično zelo heterogen in predstavlja biološki mozaik. Ekipe z Univerze v Brasílii, CPAC in Kraljevega botaničnega vrta Edinburgh že več let sodelujejo pri tem projektu, ki ga podpirajo brazilski, Evropski in britanski skladi. Projekt je bil nedavno razširjen v veliko anglo-brazilsko pobudo, Ohranjanje in upravljanje biotske raznovrstnosti bioma Cerrado, s financiranjem Uprave za čezmorski razvoj Združenega kraljestva. Njegov cilj je raziskati floristične vzorce vegetacije Cerrada in odkriti reprezentativna območja in "vroče točke" biotske raznovrstnosti.

### Protected areas
Ocena iz leta 2017 je pokazala, da je 433.581 km2 ali 23 % ekoregije v zavarovanih območjih. Protected areas in Brazil include:
- Narodni park Chapada das Mesas
- Narodni park Emas
- Narodni park Grande Sertão Veredas
- Narodni park Nascentes do Rio Parnaíba
- Narodni park Serra do Cipó
- Rezervat za trajnostni razvoj Nascentes Geraizeiras
- Okoljsko varstveno območje Cavernas do Peruaçu
- Ekološka postaja Iquê
- Ekološka postaja Serra Geral do Tocantins
- Državni park Jalapão
- Državni park Serra de Santa Bárbara
- Državni park Pirineus
- Državni park Terra Ronca

kot tudi
Narodni park Noel Kempff Mercado
v Boliviji.